# Rustikalverein
Rustikalvereine waren Organisationen zur Vertretung der Interessen der ländlichen Bevölkerung während der Revolution von 1848. Ihren Schwerpunkt hatten sie in der preußischen Provinz Schlesien.

## Vorgeschichte
Zu Beginn der Revolution einigten sich Bauern und die weniger wohlhabenden so genannten Gärtner auf einen gemeinsamen Katalog von Forderungen. Darunter waren die Revision der erzwungenen Ablösungsprozesse, das Ende der Patrimonialgerichte und des feudalen Jagdrechts, das Verbot gerade neu eingeführter Ablösebestimmungen zu Lasten der Gärtner und eine freie Gemeindeverfassung. 
Zunächst kam es ähnlich wie in anderen Teilen des deutschen Bundes zu spontanen Unruhen, meist unter Führung von wohlhabenden Bauern. Teilweise kam es zu Tumulten und der Verwüstung von Schlössern der Adeligen. Dagegen mobilisierte die preußische Märzregierung von Ludolf Camphausen die Armee. 
Diese Reaktion führte zu einer regen Versammlungstätigkeit. Vor allem von der demokratischen Bewegung wurde im Sommer 1848 die Gründung von Rustikalvereinen in Schlesien vorangetrieben. In der Folge entstand in der Provinz eine fast flächendeckende radikaldemokratische Bewegung der ländlichen Bevölkerung in diesem Gebiet. 

## Organisation und Forderungen
Sie war der einzige erfolgreiche demokratische Organisationsversuch der ländlichen Bevölkerung während der Revolution. Mitglieder waren Bauern und teilweise auch Landarbeiter. Die Vereine vertraten die Interessen ihrer Mitglieder gegenüber den Landbesitzern. Nur etwa zwei Monate nach ihrer Gründung hatten die Vereine 200.000 Mitglieder in etwa 200 Ortsvereinen. 
Der Motor waren allerdings vornehmlich städtische Intellektuelle. Der Erfolg der Vereine zeigte sich in den Wahlen zur preußischen Nationalversammlung und der Wahl zur deutschen Nationalversammlung. Ein Großteil der Wahlmänner in den ländlichen Gebieten Schlesiens stand den Rustikalvereinen nahe.
Im September 1848 wurde zur besseren Koordination der Haupt- oder Zentralrustikalverein gegründet. Dieser wandte sich mit radikalen Forderungen zur Verbesserung der Lage der ländlichen Bevölkerung an die preußische Nationalversammlung. Es ging ihnen vor allem um die Abschaffung feudaler Lasten ohne finanzielle Kompensationen sowie um die Beseitigung der Steuerprivilegien der Landeigentümer. 
Ihre Ansprechpartner waren vornehmlich Abgeordnete der Linken wie Moritz Elsner. Nicht zuletzt zur Beruhigung der Lage im ländlichen Schlesien wurde das preußische Ministerium für Handel, Gewerbe und öffentliche Arbeit unter Robert von Patow gegründet.
Im weiteren Verlauf der Revolution schlossen sich die Rustikalvereine dem Centralmärzverein an.

## Gegenrevolution und Ende
Während der beginnenden Gegenrevolution standen die Rustikalvereine auf Seiten der Nationalversammlung. Sie beteiligten sich an der Steuerverweigerungskampagne und riefen zur Volksbewaffnung auf. 
Bei der Wahl zur zweiten preußischen Kammer im Februar 1849 unterstützten die Vereine die demokratischen Kandidaten. Als Publikationsorgan gab der Zentralrustikalverein seit dieser Zeit die „Schlesische Dorfzeitung“ heraus. 
Der letzte Kongress der Bewegung fand im Juni 1849 statt. In der Reaktionsära wurde sie von der Obrigkeit zerschlagen.